# ستاشوف (ناحیه بروون)
ستاشوف (به چکی: Stašov) یک منطقهٔ مسکونی در جمهوری چک است که در ناحیه بروون واقع شده‌است. ستاشوف ۳۷۹ نفر جمعیت دارد.